# 크리스티안 3세

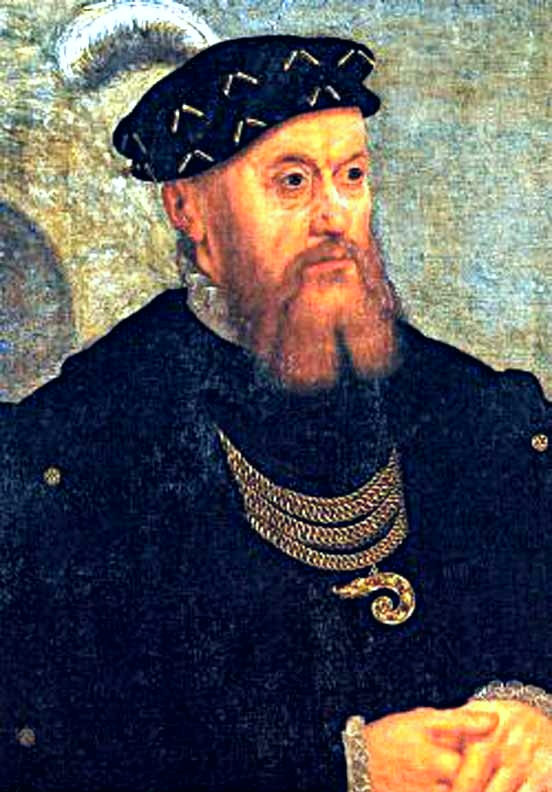
크리스티안 3세

크리스티안 3세(덴마크어: Christian III, 노르웨이어: Christian III, 1503년 8월 12일 ~ 1559년 1월 1일)는 덴마크의 국왕(재위: 1534년 7월 4일 ~ 1559년 1월 1일)이자 노르웨이의 국왕(재위: 1537년 ~ 1559년)이다. 현재 노르웨이 왕가, 영국 왕가의 부계 시조이자 덴마크 왕가의 모계 시조이다.

## 생애
슐레스비히에 위치한 고토르프 성(Gottorf)에서 프레데리크 1세 국왕과 그의 아내인 브란덴부르크의 안나(Anna)의 아들로 태어났다. 10세 때였던 1514년에는 그의 어머니였던 브란덴부르크의 안나가 사망했고 1518년에는 아버지인 프레데리크 1세 국왕이 포메라니아의 소피(Sophie)와 재혼했다.
1523년에 자신의 사촌이였던 크리스티안 2세가 퇴위하면서 슐레스비히 공작, 홀슈타인 공작으로 임명되었다. 1526년에는 슐레스비히 총독, 홀슈타인 총독으로 임명되었고 1529년에는 노르웨이 총독으로 임명되었다. 왕세자 시절에는 마르틴 루터의 종교 개혁, 루터교에 관심이 많았다고 한다. 1525년 10월 29일에는 작센라우엔부르크(Sachsen-Lauenburg)의 도로테아(Dorothea)와 결혼했고 슬하의 5명의 자녀를 두었다.
1533년에는 자신의 아버지였던 프레데리크 1세가 사망했으며 1534년에는 윌란반도 동부에 위치한 도시인 뤼에(Rye) 의회에서 덴마크의 국왕으로 즉위했다. 그렇지만 로마 가톨릭교회 주교들과 귀족들이 장악하고 있던 덴마크 의회는 그를 덴마크의 국왕으로 인정하지 않았고 크리스티안 2세의 복위를 주장한 올덴부르크의 크리스토페르(Christoffer) 백작을 지지했다.
1534년부터 1536년까지 덴마크에서는 2년 동안 개신교 세력과 로마 가톨릭교회 세력 사이에서 벌어진 내전인 백작 전쟁이 일어났다. 1534년에는 덴마크의 상인인 스키페르 클레멘트(Skipper Clement)가 이끄는 농민군이 윌란반도 북부에서 무장 봉기를 일으켰지만 약 3,000명에 달하는 희생자를 내면서 진압되었다.
1536년 7월에 올덴부르크의 크리스토페르 백작이 이끄는 군대가 크리스티안 3세가 이끄는 군대에 항복을 선언하면서 백작 전쟁은 종식되었고 크리스티안 3세는 덴마크의 왕위를 확고히 하게 된다. 백작 전쟁을 계기로 덴마크에서는 로마 가톨릭교회 세력이 위축되었고 개신교 세력이 확장하게 된다.
1536년 10월 30일에는 신성 로마 제국의 신학자였던 요하네스 부겐하겐(Johannes Bugenhagen)이 제정한 루터교 규약을 덴마크 의회가 수용하도록 지시했을 정도로 개신교 정책을 시행했다.
1559년 1월 1일 콜링에 위치한 콜링후스 성(Koldinghus)에서 사망했다. 그의 시신은 로스킬레 대성당에 안치되었으며 그의 왕위는 아들인 프레데리크 2세가 승계받았다.